# André Teodósio
André e. Teodósio (Lisboa, 1977) é um actor, escritor, apresentador de televisão e encenador português.

## Biografia
André de Mendonça Escoto Teodósio nasceu em Lisboa em 1977. Frequentou o Conservatório Nacional de Música, a Escola Superior de Música e a Escola Superior de Teatro e Cinema. Fez várias formações na Gulbenkian, tendo assinado a encenação da ópera «Riders to The Sea» como prova final. É membro fundador do Teatro Praga, tendo também integrado a companhia de teatro Casa Conveniente, e colabora assiduamente com a companhia de teatro Cão Solteiro.
Para além dos trabalhos desenvolvidos com o Teatro Praga encenou a solo os espectáculos "Três mulheres", de Sylvia Plath, "Diário de um louco", de Nikolai Gogol, "Super-Gorila" e "Supernova", co-criados com José Maria Vieira Mendes e André Godinho. Encenou as óperas "Metanoite", de João Madureira, "Outro Fim", de António Pinho Vargas, "Blue Monday", de George Gershwin e Gianni Schicchi, de Giacomo Puccini . Escreve regularmente para diversas publicações sendo autor do texto "Cenofobia" editado pela Fundação Culturgest e autor do ciclo Top Models que inclui "Susana Pomba (um mito urbano)" e "Paula Sá Nogueira (um bestiário)". É ainda co-autor do bailado «Perda Preciosa» na Companhia Nacional de Bailado recipiente do prémio Sociedade Portuguesa de Autores na categoria de melhor espectáculo de dança. 
Tem apresentado os seus trabalhos em inúmeros teatros portugueses e estrangeiros. As suas encenações abordam de forma recorrente a fusão de realidade e ilusão e o problema do poder. 
É co-criador e apresentador dos programas "Super Swing" e "Princesas e doentes" no Canal Q. 
Foi nomeado pelo Jornal Expresso como um dos 100 portugueses mais influentes de 2012.